# Nénètse
Cet article concerne la langue nénètse. Pour le peuple nénètse, voir Nénètses.
Le nénètse (anciennement yourak) est une langue ouralienne du groupe des langues samoyèdes parlée par le peuple nénètse en Russie. Il en existe deux dialectes principaux : 
le nénètse des forêts et le nénètse de la toundra.
Les langues nénètses sont parlées par environ 41 000 personnes.

## Structure
Les langues nénètses ont une structure syllabique CV(C) : une consonne initiale suivie d'une voyelle et parfois une consonne finale. Le schwa peut prendre la place de la consonne finale. Normalement, les mots ne commencent pas par des voyelles, mais dans les dialectes de l'Ouest, cela peut arriver.
Exemples de mots :
- ya (terre) ;
- wada (monde) ;
- ngarka (gros).

## Écriture
Le nénètse s'écrit avec une adaptation de l'alphabet cyrillique avec la lettre additionnelle ӈ, ainsi que les lettres additionnelles ԓ et ӭ en nénètse de la forêt, et l’apostrophe ʼ et la double apostrophe ˮ.
| А а | Б б   | В в | Г г | Д д | Е е   | Ё ё | Ж ж |
| З з | И и   | Й й | К к | Л л | (Ԓ ԓ) | М м | Н н |
| Ӈ ӈ | О о   | П п | Р р | С с | Т т   | У у | Ф ф |
| Х х | Ц ц   | Ч ч | Ш ш | Щ щ | Ъ ъ   | Ы ы | Ь ь |
| Э э | (Ӭ ӭ) | Ю ю | Я я | ʼ   | ˮ     |     |     |